# Flaga Ghany
Flaga Ghany – przedstawia barwy panafrykańskie. Czarna gwiazda, odzwierciedla rdzenną ludność, ideały walki z kolonializmem, patriotyzmem i wspólną pracę. Poszczególne barwy symbolizują:
- Czerwień – walkę, wzniosłe cele, patriotyzm i jedność
- Złoto – bogactwa kraju (w czasach kolonialnych rejon ten zwano Złotym Wybrzeżem)
- Zieleń – przyrodę, lasy, rolnictwo

Została uchwalona 6 marca 1957 roku, a ponownie 28 lutego 1966. Proporcje 2:3.

Flaga Złotego Wybrzeża
Flaga Unii Afrykańskich Stanów (1958–1961)
Flaga Unii Afrykańskich Stanów (1961–1963)
Flaga Ghany 1964–1966
Bandera cywilna
Bandera marynarki wojennej
Bandera sił powietrznych
Cywilna bandera sił powietrznych
Flaga prezydenta Ghany